# 돌산군
돌산군(突山郡)은 대한민국 전라남도 남동부에 있었던 옛 군이다.

## 역사
- 538년(백제 성왕 16년) 돌산현(突山縣)
- 757년(신라 경덕왕 16년) 여산현(廬山縣)으로 개명 뒤 승평군(昇平郡：순천)의 영현(領縣)이 됨.
- 940년(고려 태조 23년) 돌산현으로 재개명
- 1018년(고려 현종 9년) 순천의 속현으로 병합.
- 1488년(조선 성종 19년) 돌산도에 방답진(防踏鎭)을 설치, 여수에 위치했던 전라좌도수군절도사영의 관하에 둠.
- 1895년 병영 · 수영 · 진영 · 진보를 폐지함에 따라 방답진도 함께 폐지됨.
- 1896년 흥양군 · 낙안군 · 순천군 · 광양군 등에 속한 69개 도서를 합하여 남원부 돌산군(突山郡)을 신설하고, 8개 면을 설치.[1]
- 1896년 8월 전라남도 돌산군으로 개편.[2]
- 1897년 돌산군 일부에 여수군을 설치하였다.[3]
- 1914년 4월 군면 폐합 때 돌산군이 폐지됨.

## 행정 구역
(1896년 ~ 1914년) 두남면 · 남면 · 화개면 · 옥정면 · 삼산면 · 태인면 · 봉래면 · 금산면
폐지된 이후, 두남면·남면·화개면·옥정면·삼산면의 5개면은 여수군에, 봉래면·금산면은 고흥군에, 태인면은 광양군에 편입되었다.
과거 돌산군의 중심지였던 두남면은 1917년에 돌산면으로 개칭되었다가, 1980년에 돌산읍으로 승격되었다. 1998년 여천군이 여수시로 통합됨에 따라 옛 돌산군 지역의 대부분이 여수시에 속하게 되었다.

## 같이 보기
- 여수시
- 광양시
- 고흥군